# Трионікс африканський
Трионікс африканський (Trionyx triunguis) — єдиний вид черепах роду Трионікс родини Трикігтеві черепахи. Інша назва «нільська м'якотіла черепаха».

## Опис
Загальна довжина панцира коливається від 70 до 90 см. Голова дуже велика, ніс витягнутий, широкий та плаский, схожий на дзьоб. Має майже правильно округлий панцир, усіяний рядами дрібних горбків. Карапакс дуже плаский на кшталт млинця. У самців на відміну від самиць хвіст більш товстий та довгий. Лапи доволі широкі з розвиненими плавальними перетинками.
Голова має оливко—зелений колір з округлими жовтими плямами. Карапакс має бежево—коричневий колір, прикрашений дрібними світло-жовтими плямами. . Пластрон білуватого забарвлення. Нижня частина кінцівок жовта.

## Спосіб життя
Полюбляє великі річки та озера. Значну частину життя проводить у воді, занурившись у мул. На суходіл виходить лише, щоб відкласти яйця. Зустрічається як у прісній, так й солоній воді. Трапляється навіть за декілька кілометрів у відкритому морі.
Активна вдень. Харчується рибою, молюсками, кораловими поліпами, водяними комахами, ракоподібними, плазунами, рослинами, падлом. Здебільшого чатує на свою здобич із засідки.
З березня по липень самиця відкладає від 25 до 100 яєць. Інкубаційний період триває 56—58 днів. Молоді черепашенята становлять 42—54 мм завдовжки і важать 8—17 г.
На цю черепаху активно полюють місцеві мешканці, що вже призвело до значно скорочення популяції. Тому її було занесено до Червоної Книги.

## Розповсюдження
Мешкає здебільшого в Африці: Демократична Республіка Конго, Габон, Мавританія, Єгипет, Еритрея, Ефіопія, Судан, Сомалі, Кенія, Бенін, Того, Гамбія, Гана, Гвінея, Гвінея-Бісау, Кот-д'Івуар, Камерун, Чад, Республіка Конго, Екваторіальна Гвінея, Ангола, Намібія, Сенегал, Малі, Нігер, Нігерія, Сьєрра-Леоне, Танзанія, Уганда, Центральноафриканська Республіка.
Зустрічається також у Передній та Малій Азії: Ізраїль, Ліван, Сирія, Туреччина. Трионікс африканській трапляється й на островах Егейського моря, що належать Греції, в першу чергу о. Кос.